# Warlords Battlecry II
Warlords Battlecry II – strategiczna i fabularna gra komputerowa, stworzona przez SSG jako sequel Warlords Battlecry. Gra została wydana 12 marca 2002. Celem gry jest rozbudowywanie przez gracza własnego królestwa w celu pokonania wrogów oraz wysyłanie bohaterów na wybrane przygody.

## Rozgrywka
Kampania w drugiej części Warlords BattleCry nie ma szczególnej fabuły. Gracz jest właścicielem jednego terytorium w Etherii i ma za zadanie opanować całą Etherię. Do zdobycia jest 66 z 67 terytoriów. Terytoria dzielą się na normalne i zamki lub siedziby. Zdobycie wrogiego zamku innej rasy skutkuje prawem gry tą rasą w dalszej części kampanii. Ponadto każdy teren może dawać jednorazową daninę, stały dochód liczony w koronach, odblokowywać dodatkową jednostkę lub dawać stałą premię w kampanii.
W kampanii za każdy dzień uważa się rozegraną potyczkę, nieważne, czy wygraną, czy przegraną (w grę nie wchodzi rezygnacja ze strony gracza). W tym czasie stan skarbca zwiększa się o liczbę podaną na górze mapy. Im więcej ma się terenów, tym wyższy dochód.
Zdarza się, że dostaje się możliwość pojedynkowania się z bohaterem o itemy z odpowiednich kompletów lub jedna z nacji postanowiła zagarnąć akurat ziemię gracza.

## Bohaterowie
Gra opiera się głównie na bohaterach, którzy mogą przesądzić o każdym pojedynku. Wojsko nie jest najważniejsze – grę można rozstrzygnąć w krótkim czasie z małą garstką wojska.

## Odbiór gry
Gra została dobrze przyjęta przez krytyków, otrzymując średnią ocenę 82/100 w serwisie Metacritic. Następna część, Warlords Battlecry III, została wydana w 2004.